# Onderstepoort
Onderstepoort est un quartier situé en banlieue de Pretoria en Afrique du Sud. Dépendant autrefois de la ville de Pretoria, il est aujourd’hui rattaché administrativement au faubourg d'Akasia. 
La réserve naturelle d'Onderstepoort, l'institut vétérinaire (Onderstepoort Veterinary Institute) et la faculté des sciences vétérinaires de l'université de Pretoria, fondée par Sir Arnold Theiler sont notamment situés à Onderstepoort. L'institut est connu pour ses recherches sur les maladies tropicales.

## Personnalités liées à la ville
- G.A.H. Bedford, un entomologiste anglais du XXe siècle spécialiste des tiques d’Afrique du Sud.